# بروس بروبيكر (لاعب كرة قاعدة)
بروس بروبيكر (بالإنجليزية: Bruce Brubaker)‏ هو لاعب كرة قاعدة أمريكي، ولد في 29 ديسمبر 1941 في هاريسبرج في الولايات المتحدة.

## وصلات خارجية
- بروس بروبيكر على موقعبيزبول رفرنس.كوم (الدوري الرئيسي) (الإنجليزية)
- بروس بروبيكر على موقعبيزبول رفرنس.كوم (الدوري الثانوي) (الإنجليزية)
- بروس بروبيكر على موقع مشجعي الرسوم البيانية (الإنجليزية)